# Microrégion du Rio Formoso
La microrégion du Rio Formoso est l'une des cinq microrégions qui subdivisent l'ouest de l'État du Tocantins au Brésil.
Elle comporte 13 municipalités qui regroupaient 118 053 habitants en 2012 pour une superficie totale de 51 405 km².

## Municipalités[1]
- Araguaçu
- Chapada de Areia
- Cristalândia
- Dueré
- Fátima
- Formoso do Araguaia
- Lagoa da Confusão
- Nova Rosalândia
- Oliveira de Fátima
- Paraíso do Tocantins
- Pium
- Pugmil
- Sandolândia